# Middle Sexes: Redefining He and She
Middle Sexes: Redefining He and She es un documental de televisión estadounidense de 2005 dirigido por Antony Thomas y producido por HBO, enfocado en la diversidad de las diferencias sexuales y de género humanas alrededor del mundo y los problemas y peligros sociales y familiares que enfrentan las personas que no están en un espectro heteronormativo.
El documental, narrado por Gore Vidal, fue filmado en Estados Unidos, Europa, Asia y Latinoamérica, y cuenta con entrevistas con personas transgénero, intersexuales y bisexuales, así como con expertos de áreas científicas y académicas. De esta forma, se considera el espectro completo de comportamiento sexual, identidad personal y estilos de vida de personas de distintas culturas y contextos.

## Argumento
El documental explora la cuestión del género y el sexo, comenzando con mujeres transgénero bailando en un club nocturno. El narrador, el escritor Gore Vidal, describe el asesinato de Gwen Araujo, una mujer trans adolescente, y expone que varios conocidos la habrían asesinado tras descubrir que Araujo había nacido varón porque dos de ellos habían tenido relaciones sexuales con ella.
Dos mujeres trans, Calpernia Addams y Andrea James, hablan sobre miembros de su comunidad que fueron brutalmente asesinados por ser transgénero. Además, Addams cuenta que su novio, Barry Winchell, fue acosado y finalmente asesinado por un compañero soldado por salir con una mujer transgénero. James habla sobre su vida como mujer transgénero lesbiana.
Vidal y James Pfaus, profesor de la Universidad de Concordia, explican cómo se desarrolla el sexo en el útero, y se discute sobre cómo se desarrolla el sexo durante el embarazo.
Max Beck, una persona intersexual, relata cómo nació con genitales ambiguos y luego se le asignó el sexo femenino al nacer. Al crecer, tuvo muchas operaciones médicas y, años después, descubrió que, al nacer, fue clasificado como pseudohermafrodita masculino. Con el tiempo, usó el nombre Max y pronombres masculinos, pero se identifica más como una persona intersexual que como un hombre.
El documental luego se enfoca en la condición intersexual de María José Martínez-Patiño, ex vallista olímpica, quien fue expulsada de la competencia después de que una prueba demostrara que tenía cromosomas XY. Tras una larga batalla legal, recuperó sus medallas y se le permitió competir como mujer. Ya no hay pruebas de cromosomas en los Juegos Olímpicos; sin embargo, la verificación de género en los deportes sigue siendo polémica.
El documental continúa para observar los diferentes tratamientos de las personas con género no conforme y con diferentes sexualidades a través de culturas e historias.

## Reparto
- Gore Vidal como el narrador
- Calpernia Addams como ella misma
- Max Beck como él mismo
- Milton Diamond como él mismo (como el profesor Milton Diamond)
- Alice Dreger como ella misma (como la Dra. Alice Dreger)
- Anne Fausto-Sterling como ella misma
- Louis Gooren como él mismo
- Andrea James como ella misma
- Shivananda Khan como él mismo
- James Pfaus como él mismo (como el Dr. James Pfaus)
- Joan Roughgarden como ella misma
- AW Richard Sipe como él mismo
- Gloria Wekker como ella misma

## Premios y honores
En 2006, la película fue nominada al premio GLAAD Media como Mejor Documental junto a Same Sex America, We are Dad, el episodio "Kinsey" de la serie American Experience, y TransGeneration, quien obtuvo el premio. También fue nominada a los Premios Emmy de Noticia y Documental en la categoría de Mejor Logro Individual en Investigación. 